# Offensive d'Aragon
Guerre d'Espagne
L'offensive d'Aragon est une campagne militaire menée par les troupes nationalistes contre les forces républicaines lors de la guerre d'Espagne. Elle commença le 7 mars 1938 par la rupture du front d'Aragon sur toute sa longueur, de Teruel aux Pyrénées. Elle se termina le 19 avril, par une victoire des nationalistes qui avaient repoussé les républicains et avancé jusqu'en Catalogne et au Levant.

## Contexte

### Conditions stratégiques

Carte de l'Espagne en octobre 1937, peu de mois avant l'offensive d'Aragon. En rose : zone républicaine. En vert : zone nationaliste.

La bataille de Teruel avait épuisé les ressources humaines et matérielles de l'armée républicaine. Franco, en revanche, ne perdit pas de temps à concentrer ses troupes dans l'est afin de préparer son offensive sur l'Aragon, afin d'atteindre la Catalogne et le Levant. 
L'armée républicaine fut surprise par le déclenchement de l'attaque des nationalistes. Ceux-ci avaient redéployé leurs troupes bien plus vite que prévu par les chefs militaires républicains, qui les pensaient aussi fatigués par la bataille de Teruel qu'eux. De plus, bien qu'avertis par leurs renseignements, les généraux républicains restaient convaincus que les franquistes allaient continuer leur offensive madrilène à Guadalajara.

## Forces en présence

### Troupes républicaines
Les unités d'élite républicaines en revanche étaient épuisées par la bataille de Teruel. Les meilleures troupes ayant été engagées dans le combat, une grande partie se trouvait au repos. Bien que nombreux - près de 150 000 - les hommes qui les remplaçaient  n'avaient pour la plupart pas d'expérience du feu. De plus, à cause des pertes matérielles, la moitié des hommes en place n'avait pas même d'armes. L'équipement des unités républicaines était largement affecté par la désorganisation de la production, qui souffrait des luttes internes en Catalogne. Quant à l'aide soviétique, elle se faisait à ce moment même de plus en plus rare.

### Troupes nationalistes
Les nationalistes amenèrent rapidement près de 100 000 hommes dans les environs de Saragosse et de Teruel, dont les meilleures troupes dont il pouvait alors disposer. Bien que moins nombreux, les franquistes étaient mieux équipés et mieux entraînés : ils étaient des meilleurs des troupes nationalistes. Ils avaient 950 avions, 200 chars et plusieurs milliers de véhicules de transport. Ils recevaient également le soutien de la légion Condor et du corps expéditionnaire italien. De plus, Franco bénéficiait de la production des industries du Pays basque et des Asturies.
L'armée d'attaque était commandée par Fidel Dávila Arrondo, secondé par Juan Vigón. José Solchaga, José Moscardó, Antonio Aranda et Juan Yagüe étaient chargées de diriger les corps d'armée en soutien, avec le général italien Mario Berti. En réserve, les unités de García Escámez et García Valińo constituaient l'essentiel des forces. L'armée de Castille de José Enrique Varela devait se tenir prête au besoin, sur l'aile de l'attaque à Teruel. Quant à la Légion Condor, dirigée par le colonel Wilhelm von Thoma, elle était prête à intervenir, avec les chars allemands en soutien.

## Combats

### La rupture du front à Belchite
L'attaque commença le 7 mars 1938, après une intense préparation de l'artillerie et d'importants bombardements aériens. Le matin, à six heures et demie, trois corps d'armée attaquèrent les lignes républicaines sur une bande comprise entre les rives de l'Èbre et le village de Vivel del Río. Les nationalistes rompirent les lignes ennemies en plusieurs points dès le premier jour.
Au nord se trouvait le corps d'armée marocain du général Juan Yagüe, appuyée par la légion Condor et 47 batteries d'artillerie : ils encerclèrent les républicains en passant sur la rive droite du fleuve,. José Solchaga lança le 10 mars l'assaut avec ses troupes navarraises sur le village de Belchite, défendu par les troupes britanniques, américaines et canadiennes de la XVe brigade internationale. Elles furent les dernières à abandonner le village, conquis au prix de grandes pertes l'année précédente. C'est lors de ces combats que mourut Robert Merriman, commandant américain de la brigade Abraham Lincoln. Les troupes italiennes attaquèrent le village de Rudilla, où ils rencontrèrent une grande résistance. Mais finalement, les Flechas Negras s'en emparèrent.

### La retraite républicaine

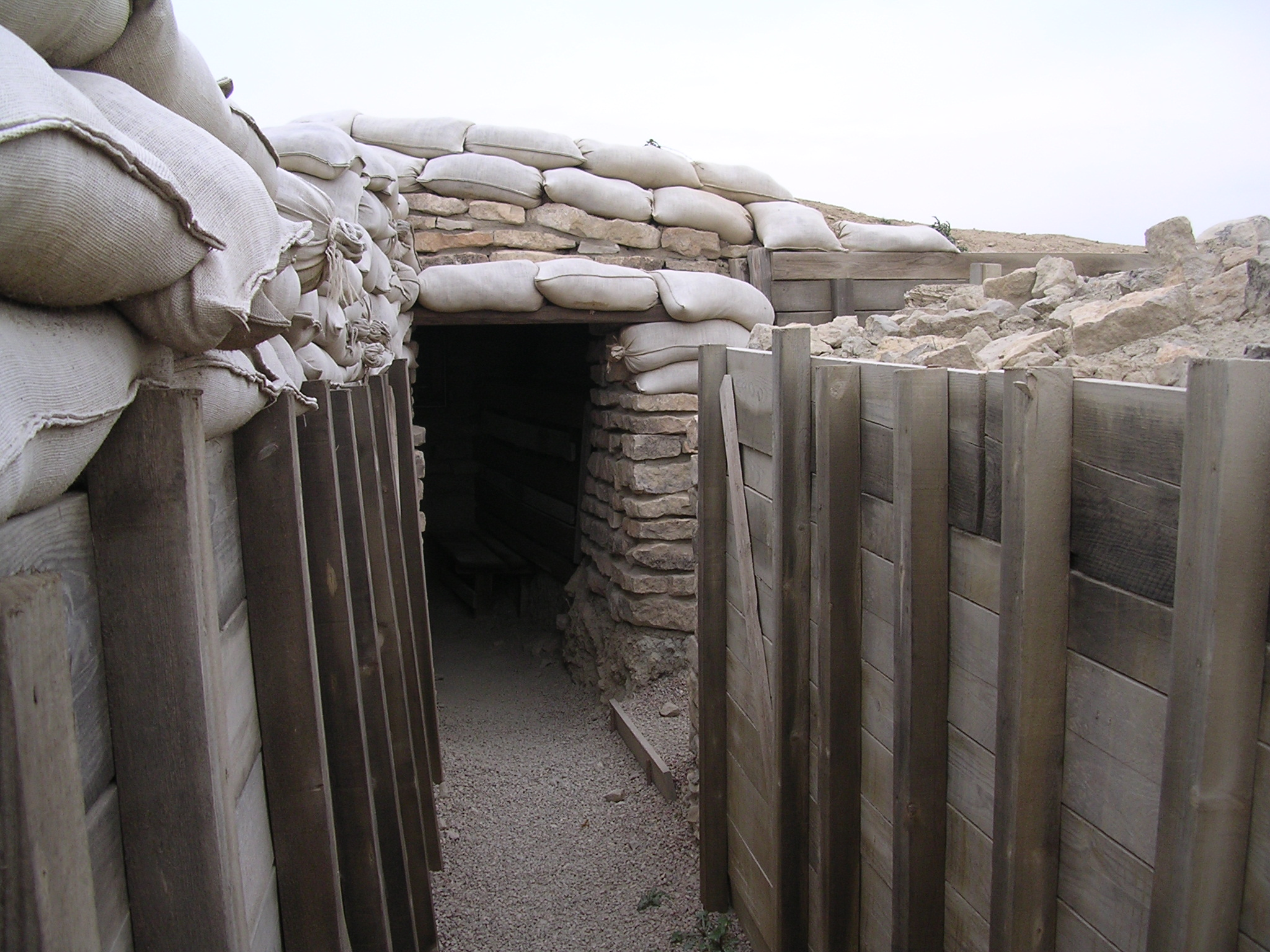
Reconstitution des tranchées à Alcubierre (Huesca).

Le 13 mars, le général Antonio Aranda lança ses troupes sur Montalbán. La retraite des troupes républicaines fut générale. Rapidement, ce mouvement se transforma en véritable déroute, tandis que les unités fuyaient. La tension monta entre les chefs militaires républicains, ne cessèrent de s'accuser des échecs, en particulier ceux qui étaient membres ou proches du parti communiste, en particulier André Marty et Enrique Líster. Ce dernier fit exécuter plusieurs de ses officiers subalternes, tenus pour responsables de la retraite.
Le général Vicente Rojo, chef de l'état-major républicain, regroupa ses troupes et les brigades internationales à Caspe, mais la perte d'Alcañiz rendit la situation des républicains encore plus difficile. Même dans les zones où elles résistaient encore et étaient capables de soutenir les attaques ennemies, les unités républicaines furent forcées de reculer à cause de l'échec plus général de l'armée. Les désertions furent de plus en plus nombreuses. L'aviation franquiste, soutenue par la légion Condor et l’Aviazione Legionaria italienne contrôlait les cieux, bombardant les troupes républicaines qui battaient en retraite.
Le 15 mars, les troupes nationalistes entrèrent dans les faubourgs de Caspe et dès le lendemain, les trois divisions de Fernando Barrón, Agustín Muñoz Grandes et Juan Bautista Sánchez, sous le commandement de Varela, encerclaient la ville. Après deux jours d'une lutte intense entre les nationalistes et les brigadistes - en particulier ceux de la XVe brigade -, Caspe finit par tomber dans la nuit du 17 mars. Plusieurs centaines de soldats républicains se trouvèrent prisonniers de la ville, comme le General Walter, qui manqua  de tomber aux mains des Italiens. Après une semaine de combats, les unités nationalistes avaient avancé de plus de 100 km, ouvrant une nouvelle ligne de front partant de Belchite et courant jusqu'à Caspe, Alcañiz et Montalbán.

### La conquête de l'Aragon
L'armée nationaliste décida alors d'interrompre brièvement son attaque afin de se réorganiser sur les cours de l'Èbre. Le 22 mars, les combats reprirent sur le front de 150 km qui séparait Saragosse de Huesca, par cinq attaques menées par les généraux José Solchaga et José Moscardó. En une seule journée furent perdues les positions républicaines qui résistaient depuis juillet 1936, avec les villes d'Alcubierre et de Tardienta. Les villes de l'est de l'Aragon, comme Bujaraloz et Sariñena, dans lesquels la population avait expérimenté une révolution sociale organisée par les anarchistes, furent rapidement pris, poussant les habitants à la fuite. Les forces du général Solchaga s'emparèrent de Barbastro et firent reculer les hommes de la 43e division jusque dans les hautes vallées pyrénéennes de Sobrarbe, où elles encerclèrent les 7 000 soldats républicains. Les troupes de José Iruretagoyena (es) s'emparèrent de la poche de Bielsa après des combats de plus de deux mois, de la mi-avril à la mi-juin. 
Plus au sud, les soldats de Juan Yagüe occupèrent Fraga le 25 mars, puis entrèrent en Catalogne après avoir franchi l'Èbre et pris le village de Pina de Ebro. Il fut ensuite retenu devant Lérida plus d'une semaine par la résistance d’El Campesino lors d'une bataille particulièrement dure (en), ce qui permit aux républicains de se retirer en bon ordre. Les troupes franquistes avançaient plus facilement au sud, où elles passèrent plus facilement par le Maestrazgo, mettant en fuite les soldats républicains, tandis que d'autres désertaient ou se rendaient.

### Les luttes internes aux républicains
Face à la déroute, les différentes factions politiques de l'armée républicaine s'accusèrent mutuellement de trahison. Les officiers communistes refusaient aux unités qui ne l'étaient pas, en particulier les milices anarchistes, tout envoi d'armes et de munitions. André Marty, chef des brigades internationales, rendit responsables de la défaite ses subordonnés et fit exécuter plusieurs officiers devant leurs propres hommes.
À la fin du mois de mars, le général Sebastián Pozas fut destitué de son commandement de l'armée de l'Est et remplacé par le lieutenant-colonel Juan Perea, un militaire proche des anarchistes qui avait fait ses preuves. Il procéda à plusieurs changements dans le commandement, quoique cela ne ralentît pas la déroute républicaine.

### Fin de l'offensive
Le 3 avril, les troupes du général Juan Yagüe s'emparèrent de Lérida et de Gandesa, où furent faits prisonniers 140 soldats américains et britanniques de la XVe brigade internationale. Le même jour, le général Antonio Aranda, qui avançait à travers le Maestrazgo, vit pour la première fois la mer Méditerranée depuis les hauteurs de la montagne. Au nord, les nationalistes poursuivaient aussi leur avancée jusqu'au Sègre, s'emparant de Balaguer, Camarasa et Tremp, où se trouvaient d'importantes installations hydroélectriques qui fournissaient Barcelone en électricité. Il semble que, au vu de la déroute de l'armée républicaine, Franco aurait pu s'emparer dans la foulée de toute la Catalogne. 
Cependant, près de Tortosa, à l'embouchure de l'Èbre, la 11e Division de Líster réussit à arrêter les engagés italiens du CTV. Les forces nationalistes furent également arrêtées sur le Sègre, n'arrivant pas à pousser plus loin que les quelques têtes de ponts établies à Balaguer, Camarasa et Tremp, engageant une longue bataille. Voyant ses troupes ralenties en Catalogne, mais en position d'avancer plus au sud, et craignant une intervention française s'il entrait dans Barcelone, Franco ordonna au gros des troupes d'obliquer vers le sud, en direction de Valence. Cet ordre fut considéré comme une erreur stratégique : Juan Yagüe, qui critiqua en privé cette décision, se vit retirer temporairement son commandement. La lutte continua le long de la nouvelle ligne de front, longue de 300 km, courant de la confluence de l'Èbre et du Sègre, à Mequinenza sur les Auts, jusqu'à la frontière française, en remontant par le Sègre et la Noguera Pallaresa.
Le 15 avril, les nationalistes entrèrent dans Vinaroz, coupant définitivement en deux la zone républicaine. Le 19, ils occupaient une bande longue de 32 km de la côte méditerranéenne, sans rencontrer quelque résistance : l'offensive sur Valence commençait.

## Conséquences

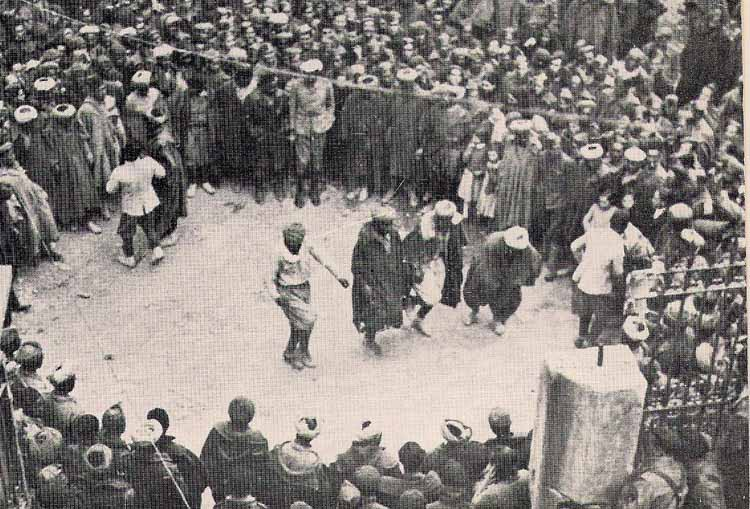
Troupes de l'armée d'Afrique fêtant la prise de Rubielos de Mora, dans la province de Teruel.

La puissance aérienne fut un des éléments décisifs de la bataille. Les plaines aragonaises offrirent aux avions nationalistes de nombreuses zones d'atterrissage, qui permirent un déploiement rapide et un soutien aérien efficace. Ils harcelèrent efficacement les républicains, les forçant à se retirer des positions qu'ils tenaient encore, attaquant les colonnes qui battaient en retraite, nettoyant les airs des avions ennemis. Ce fut une grande leçon de stratégie sur l'appui que pouvait fournir l'aviation à l'infanterie lors d'une offensive.
Dans une vaste offensive, toutes les défenses républicaines du front d'Aragon, établies depuis les premières semaines de la guerre, étaient tombées. Les nationalistes avaient avancé très profondément dans le territoire républicain, bien plus qu'eux-mêmes ne l'avaient espéré. Le territoire se trouvait partagé en deux. De plus, une grave crise politique déstabilisa le gouvernement de Juan Negrín, avec la démission du ministre de la Défense nationale, Indalecio Prieto. Juan Negrín forma un nouveau cabinet de large coalition, des républicains aux anarchistes de la CNT.
Cependant, l'offensive avait été stoppée le 19 avril, sans que les nationalistes puissent reprendre efficacement leur avancée. En effet, durant l'offensive, la France avait de nouveau ouvert sa frontière, permettant à la zone républicaine de Catalogne de recevoir l'aide militaire qui s'était accumulée durant plusieurs mois derrière la frontière, mais qui était retenue par l'embargo sur les armes. Cette aide permit aux forces de la République d'opposer une meilleure résistance. Malgré de nouvelles attaques sur le Sègre au nord, et vers Valence au sud, les troupes franquistes n'avancèrent guère plus. Le 25 juillet, l'attention des deux camps se détourna de Valence vers les rives de l'Èbre, où commençait une nouvelle offensive républicaine.